# Pont de Chasse
Le pont de Chasse (parfois appelé pont de Givors) est un pont suspendu qui enjambe le Rhône entre Givors dans le département du Rhône et Chasse-sur-Rhône dans le département de l'Isère.
Le pont, construit selon la technique des ponts suspendus des frères Seguin, est constitué de trois travées : la travée centrale mesure 80 mètres et les travées de rive mesurent 60 mètres. La chaussée située sur le tablier comporte une seule voie de circulation en sens alterné, sans trottoir. Elle est bordée de garde-corps métallique. À l'entrée du pont, du côté de Givors, se dresse l'ancien bureau de l'octroi. Deux escaliers droits, au niveau des culées, donnent accès aux rives.

## Histoire
En 1831, le maire de Givors, Camille Joseph Dugas, se met en rapport avec un ingénieur pour construire un pont sur le Rhône et demande l'aide de l'État pour créer la Compagnie du pont de Givors. En 1832, le conseil municipal de Givors est appelé à délibérer sur l’utilité d’un pont suspendu sur le Rhône reliant la ville de Givors et le département voisin de l'Isère, pour un coût estimé à 220 000 francs, afin de remplacer le bac à traille devenu insuffisant. À la suite d'une décision prise en conseil de préfecture le 12 septembre 1834, adjugeant la construction du dit pont, une société civile, ayant pour objet l’exploitation de péage concédé par l’ordonnance royale du 28 janvier 1834, est fondée le 15 décembre 1834. Les travaux commencèrent le 10 janvier 1835 sous la direction de Rolland de Ravel, ingénieur des ponts et chaussées, et de Garella, ingénieur d'arrondissement[Quoi ?].
Or, une fois l'ordonnance approuvée par tous, une opposition naît entre les différents concessionnaires du pont (MM. Dugas, Saineville, remplacés par MM. Neuvesel et Lamon, et Bolot, tous membres du conseil municipal) et les ingénieurs, ce qui engendre des difficultés tout au long du chantier. Contre l'avis des ingénieurs, la Compagnie du pont de Givors souhaite déplacer l'emplacement du pont de 150 mètres en aval, près du port de Bief[Où ?], non loin du bac à traille et de la verrerie de Monsieur Bolot. Les prétextes sont l'entrave à la navigation et la réduction des coûts. À partir du 13 juin 1834, les habitants de Givors peuvent donner leur avis sur ce déplacement. Le projet des concessionnaires obtient 250 voix contre celui des ingénieurs qui ne remporte que 50 voix. Désapprouvant le nouvel emplacement, l'ingénieur en chef accepte cependant de commencer les travaux. Également contraint, le Conseil des ponts et chaussées de Paris modifie le projet le 18 août 1834. Le 12 septembre 1834, les concessionnaires s'engagent à construire le pont contre un droit de péage de 99 ans. Le 22 septembre 1834, l'ordonnance royale est ratifiée par le conseil municipal.

Le nouveau pont est ouvert au public le 1er janvier 1837 sous les conditions suivantes : 

« Tous les jours de foires, de fêtes baladoires ou publiques et dans toutes les occasions qui amèneraient un concours de passants, les concessionnaires feront établir un préposé à chaque extrémité du pont, chargé de veiller à ce qu’il ne  s’engage pas, sur ce pont, plus de quatre cents personnes à la fois, s’il s’agit d’une foule composée d’hommes, femmes et enfants : plus de deux cent cinquante s’il s’agit d’une troupe de soldats, infanterie ou cavalerie portant armes et bagages : plus de dix voitures à un ou plusieurs chevaux, ces derniers ne représentant pas plus de poids que les premiers par mètre courant. »

Le pont de Chasse ne résiste pas à la première épreuve : le 3 juin 1836, vers sept heures du soir, il s’écroule alors qu’on le charge de pierres et quatre personnes se noient. L’épreuve définitive a lieu le 1er juin 1839 et le pont donne toute satisfaction. Il ne connaît alors pas d’autre problème jusqu’au 13 mars 1887 où sa remise à l’administration, en affranchissant la population d’un péage jusque-là perçu, est l’occasion d’une grande fête publique.
Entre 1877 et 1880, peu de temps avant la suppression du péage, l'entrepreneur Arnodin est chargé d'importants travaux de rénovation, à la suite de l'écroulement d'un ouvrage semblable à Vienne. Le pont, coupé fin août 1944 par les Allemands battant en retraite, est réparé à la fin de la guerre.